# Андре Весельс
Андре Весельс  (нім. André Weßels, 21 жовтня 1981) — німецький фехтувальник, олімпійський медаліст.

## Виступи на Олімпіадах
| Олімпіада   | Дисципліна       | Місце |
| ----------- | ---------------- | ----- |
| Лондон 2012 | рапіра, командні | 3     |